# Münchhausen-Preis

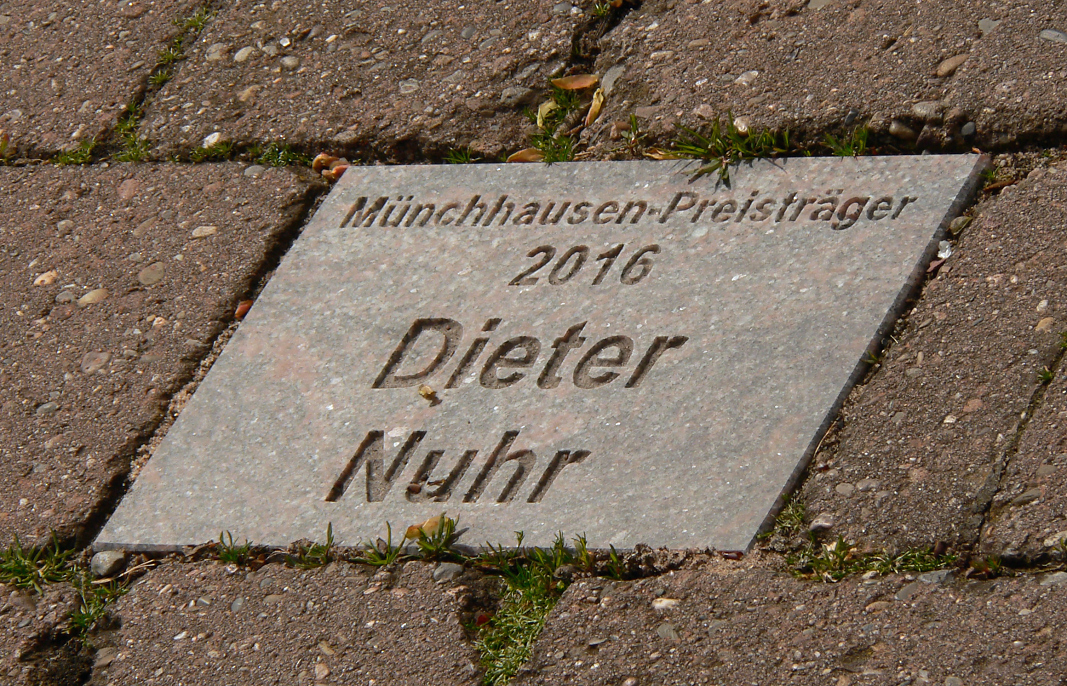
Steinplatte für den Preisträger Dieter Nuhr

Der Münchhausen-Preis der Stadt Bodenwerder wird an Personen mit besonderer Begabung in Darstellungs- und Redekunst, Phantasie und Satire vergeben. Die mit einem Geldbetrag von 2.500 Euro dotierte Auszeichnung wurde in Bodenwerder als der Heimatstadt von Hieronymus Carl Friedrich Freiherr von Münchhausen anlässlich seines 200. Todestages 1997 gestiftet.

## Hintergrund
Baron von Münchhausen wurde am 11. Mai 1720 im Schloss Münchhausen in Bodenwerder geboren. Mit 18 Jahren kam er mit Anton Ulrich von Braunschweig als dessen Begleiter nach Russland. Nach Ausbildung und Dienstzeit als Offizier im Dienste der russischen Zarin nahm er an Kriegen mit den Türken teil. 1750 kehrte er auf sein Gut in Bodenwerder zurück. Münchhausen war zu Lebzeiten als brillanter und humorvoller Erzähler an seiner Tafel bekannt und weithin beliebt.
Seiner Ehre und seinem Andenken gewidmet, vergibt die niedersächsische Stadt Bodenwerder im Landkreis Holzminden den Preis meist jährlich an Persönlichkeiten, die sich literarisch, darstellerisch oder bildnerisch im Sinne des Freiherrn präsentiert haben oder derartig tätig sind. Vor dem Rathaus in Bodenwerder ist für jeden Preisträger eine Steinplatte ins Pflaster eingelassen, die den Namen und das Verleihungsjahr trägt.
In den Jahren 2017, 2019, 2020 und 2021 wurde der Preis nicht vergeben.

## Liste der Preisträger
- 1997 – Dieter Hildebrandt, deutscher Kabarettist
- 1998 – Wolfgang Völz, deutscher Schauspieler, Stimme des Käpt’n Blaubär
- 1999 – Werner Schneyder, österreichischer Kabarettist, Satiriker, Journalist, Moderator, Buchautor, Schauspieler und Theaterregisseur
- 2000 – Norbert Blüm, deutscher Politiker
- 2001 – Ephraim Kishon, israelischer Autor, Humorist, Satiriker und Journalist
- 2002 – Evelyn Hamann, deutsche Schauspielerin, Sketch-Partnerin von Loriot in Film und Fernsehen
- 2003 – Bruno Jonas, deutscher Kabarettist
- 2004 – Wolfgang Stumph, deutscher Schauspieler, Fernsehkomiker und Kabarettist (auch schon in der früheren DDR)
- 2005 – Rudi Carrell, deutsch-niederländischer Entertainer
- 2006 – Günter Willumeit, deutscher Kabarettist, Humorist, Komiker und Entertainer
- 2007 – Tony Marshall, deutscher Sänger, Entertainer und Schauspieler
- 2008 – Jürgen von der Lippe, deutscher Sänger, Entertainer, Fernsehmoderator,  Schauspieler und Komiker
- 2009 – Emil Steinberger, Schweizer Schauspieler und Kabarettist
- 2010 – Götz Alsmann, deutscher Musiker, Entertainer und Moderator
- 2011 – Eckart von Hirschhausen, deutscher Kabarettist, Moderator, Schriftsteller und Arzt
- 2012 – Herman van Veen, niederländischer Liedermacher, Poet, Satiriker und Maler
- 2013 – Frank Elstner, österreichischer Journalist, Moderator und Fernsehmacher
- 2014 – Dieter Hallervorden, deutscher Schauspieler und Kabarettist
- 2015 – Annette Frier, deutsche Schauspielerin[2]
- 2016 – Dieter Nuhr, deutscher Kabarettist, Komiker, Autor und Moderator
- 2018 – Christoph Maria Herbst, deutscher Schauspieler sowie Hörbuch- und Synchronsprecher[3]
- 2022 – Andreas Rebers, deutscher Kabarettist, Satiriker, Musiker, Komponist, Buchautor.[4]
- 2024  – Helge Schneider, deutscher Musiker, Unterhaltungskünstler, Komiker, Kabarettist, Schriftsteller, Film- und Theaterregisseur und Schauspieler.[5]
- 2025  – Hape Kerkeling, deutscher Komiker, Autor, Fernsehmoderator, Schauspieler, Regisseur, Sänger, Hörspielsprecher, Hörbuch- und Synchronsprecher.[6]